# Repeatit
Repeatit  är ett svenskt företag som utvecklar teknik för trådlöst bredband.
RCMP (Repeatit Central Management Protocol) är deras ethernetprotokoll.
Radio Control Protocol (RCP) är ett IP-protokoll för övervakning, konfigurering etcetera av Repeatit-produkter.